# Renard argenté
Ne doit pas être confondu avec Renard gris.
Vulpes vulpes
Espèce
Synonymes
- Canis argentatus (Desmarest, 1820) (protonyme)

Le renard argenté est un forme mélanistique du renard roux (Vulpes vulpes). Le renard argenté présente une grande variété de pelage, allant du noir au gris bleuté, en passant par le gris cendré. Historiquement, la fourrure du renard argenté était très recherchée, et était portée par les nobles de l'Empire russe, de l'Europe occidentale et de Chine. Dans la nature, les renards argentés ne se reproduisent pas exclusivement entre eux, mais également avec des renards roux communs, cependant des populations captives exclusivement constituées de renards argentés furent élevées et reproduites pour leur fourrure.
Des chercheurs soviétiques, puis russes, dans une recherche sur la domestication animale menée depuis les années 1950, ont produit par sélection des renards argentés domestiqués (quelquefois appelés « renards de Sibérie »).

#### Source primaire
- Anselme-Gaëtan Desmarest, Mammalogie, ou, Description des espèces de mammifères, A Paris, 1820, Chez Mme. Veuve Agasse, imprimeur-libraire, 1820 (lire en ligne), p. 203